# Кумажана
Кумажа́на (чув. Саланка) — река в России, протекает в Чувашской Республике. Устье реки находится в 151 км от устья Суры по правому берегу. Кумажана впадает в боковую старицу Суры — Старую Суру. Длина реки составляет 29 км, площадь водосборного бассейна — 95,5 км².
Исток реки в Красночетайском районе в лесном массиве в 20 км к юго-востоку от села Красные Четаи. Река течёт на юго-запад, на части течения образует границу Красночетайского и Шумерлинского районов. Впадает в боковую старицу Суры на границе с Нижегородской областью в 15 км к северо-западу от города Шумерля.
Населённые пункты: Горбатовка, Покровское, Егоркино, Верхний Магарин, Нижний Магарин, Полярная Звезда, Петропавловск, Саланчик.

## Данные водного реестра
По данным государственного водного реестра России относится к Верхневолжскому бассейновому округу, водохозяйственный участок реки — Сура от устья реки Алатырь и до устья, речной подбассейн реки — Сура. Речной бассейн реки — (Верхняя) Волга до Куйбышевского водохранилища (без бассейна Оки).
Код объекта в государственном водном реестре — 08010500412110000039272.